# 登別市立緑陽中学校
登別市立緑陽中学校（のぼりべつしりつ りょくようちゅうがっこう）は、北海道登別市に所在する公立（市立）中学校。

## 概要

### 生徒数
全校生徒 : 272人
- 1年生 - 91人
- 2年生 - 88人
- 3年生 - 114人
- 特別支援学級（内数）- 12人

2023年（令和5年）5月1日現在

## 部活動
- バスケットボール部
- バレーボール部
- バドミントン部
- 野球部
- サッカー部
- 陸上部
- 美術部
- ボランティア部
- 吹奏楽部